# 真山一郎
真山 一郎（まやま いちろう）は、浪曲の名跡。当代は2代目。

## 初代
初代真山 一郎（1929年6月3日 - 2021年12月13日）、本名：西本恭男（旧姓：野田）。血液型O型、家紋・三つ鐶桜。浪曲師だけでなく歌謡浪曲、江州音頭と幅広く活躍。

### 略歴
11人兄弟の長男として生まれた。農家だが父は元々興行関係にも携わっており、その縁で旅回りの浪曲師が実家に出入りするようになった。その影響から幼くして浪曲を志し、5歳の時にはお寺で寿々木米若の「佐渡情話」を語って天才少年と称された。高校を卒業すると同時に、1947年に華井新の門下になり華井満を名乗る。まもなく一座の花形となり1948年に華井新十郎と改名。師匠と二枚看板で全国を巡業する。
入門し数年がたった時に、真山は歌謡曲を吹き込みたくなったが、昔気質の師匠と対立してしまい、師匠に内緒で岸日出夫という名前でマーキュリーレコードから「内緒で御座る」を吹き込むが、すぐに師匠にばれてしまい。破門となる(数年後に破門取り消しとなる)。
歌の勉強のため豊田一夫に師事し、1957年、当時のマーキュリーレコードのプロデューサーが「日本一の山は富士の山、あの山のように一番になれ」という理由を込めて真山一郎と命名。1961年よりキングレコードの専属となる。1961年11月発売の「刃傷松の廊下」が翌年にかけて大ヒット。1971年新作歌謡浪曲「日本の母」が大ヒットし、浪曲の世界に復帰する。
真山の浪曲は元来、浪曲に歌謡曲の入る歌謡浪曲というスタイルであった（#芸風を参照）。1970年より真山の相三味は東家菊栄であったが、高齢の為1983年に引退を余儀なくされる。これに困った真山はしばらくの間は西崎恵美子等の曲師に弾いてもらっていたが、本来の目的でもあった歌謡浪曲の追求、洋楽伴奏だけの歌謡浪曲を創ることに専念し、「演歌浪曲」と称する型を追求した。自ら作曲したカラオケを録音したテープを使い、妻を裏方（オペレータ）として舞台に出した。一節一節効果音が入る為、デッキを付けたり消したりしなければならず、それこそ舞台上では曲師同様の働きをしている。元々、オーケストラ伴奏のみの浪曲は1978年発表の「北方の故郷」が第一作であったが、この時は「浪曲ドラマ」という名義であり、この作品を発表した際は、一つの企画に過ぎず、舞台では三味線入りの歌謡浪曲がメインであった。
1984年頃より徐々に演歌浪曲に重点を置いて演じるようになり、翌85年に完全移行してから引退する2010年までの25年間一度も三味線の浪曲を演じることは無かった。弟子も同じ形式の「演歌浪曲」を演じる。
2008年に脳梗塞で倒れた後は舞台には出ずリハビリに励んでいたが、体調不良もあり2010年5月に引退を決意し、弟子の真山広若へ名前を譲ることになり2010年12月4日国立文楽劇場で真山一郎引退公演で惜しまれつつ引退。最後に自身の最大のヒット作である刃傷松の廊下のアテ節（サビ）を語って引退した。
2021年12月13日、老衰のため死去。92歳没。

### 年譜
- 1929年（昭和4年） - 山口県下松市に11人兄弟の長男として生まれる
- 1934年（昭和9年）頃 - 近所の寺にて佐渡情話を読む
- 1947年（昭和22年） - 田布施農業高校卒業後、華井新に入門 華井満と命名
- 1948年（昭和23年） - 華井新十郎に改名。師匠と二枚看板で全国を巡業する。
- 1957年（昭和32年） - 歌の勉強のため豊田一夫に師事してマーキュリーレコードに入社 岸柳二→岸日出夫→真山一郎と改名
- 1961年（昭和36年） - キングレコードへ移籍
- 1962年（昭和37年） - 「刃傷松の廊下・番場の忠太郎」ヒット賞受賞
- 1963年（昭和38年） - 「殺陣師一代」ヒット賞受賞
- 1971年（昭和46年） - 歌謡浪曲「日本の母」ヒット賞受賞
- 1975年（昭和50年） - 東芝レコードより「河内の次郎長」ヒット賞受賞
- 1976年（昭和51年） - 大阪新歌舞伎座において「芸能生活30周年記念リサイタル」を開催
- 1978年（昭和53年） - 東芝レコードより演歌浪曲第一作の「北方の故郷」を発表。これを記念して4月3日姫路市民会館、4月4日神戸文化会館、4月10日大阪毎日ホールにて発表会を開催する。
- 1979年（昭和54年） - 浪曲親友協会副会長に就任。相三味線の東家菊栄引退前後より、三味線入りの歌謡浪曲から、オーケストラ伴奏のみの演歌浪曲に移行し舞台を行うようになる
- 1985年（昭和60年） - 浪曲親友協会会長に就任、社団法人化に力を入れる。昭和天皇秋の園遊会
- 1987年（昭和62年） - キャニオンレコードより「北前船」ヒット賞受賞
- 1990年（平成2年） - 法務大臣賞受賞
- 1991年（平成3年） - 大阪市民表彰受賞
- 1993年（平成5年） - 生駒市セイセイビル市民ホールにおいて「芸能生活45周年記念リサイタル」開催
- 1995年（平成7年） - 大阪府知事表彰受賞
- 2002年（平成14年） - 文化庁長官表彰受賞
- 2010年（平成22年） - 体調不良により、国立文楽劇場での引退公演をもって引退
- 2011年（平成23年） - 株式会社ユーキャンから発売された「歌謡浪曲の世界」鑑賞アルバム・日本人の心のメッセージで久々にインタビューに出演した。
- 2021年（令和3年） - 死去
- 2022年（令和4年） - 上方演芸の殿堂入りをする。

### ディスコグラフィー
マーキュリーレコード
- 内緒で御座る - 岸日出夫名義
- 浅太郎月夜唄 - 岸日出夫名義
- 白い航路 - 岸日出夫名義
- 相撲甚句の唄
- 僕はホームの弁当売り
- 木魚と珍念さん
- 大地の流れ星
- マドロスさんにも夢がある
- 月のヨサコイ唄
- 発破に聞きな
- 豊年祭りの唄
- 来年三月高尾が来る
- 男涙の晴れ舞台

第一次キングレコード
- おさらば街道
- 未練の夢
- ふるさと海峡
- 男一匹旅姿
- かんべん波止場
- よさこい月夜
- 刃傷松の廊下
- 番場の忠太郎
- 流転笠
- 相馬子守唄
- 雪の松坂町
- 近藤勇
- 利根川ちどり
- 無情の盃
- 王将
- 無法松の一生
- 一心太助
- 伊豆の流し歌
- 鼻唄五十三次
- 旅の一座
- 浪曲さのさ
- 浪曲ながし
- 孤島の丘
- 一洲おけさ
- 船場の男
- はぐれ鴉の勘太郎
- 夕鶴日記
- おふくろさんよ
- 殺陣師一代
- 海の暴れん坊
- 一本刀土俵入り
- 婦系図
- ご存じ弁天小僧
- 花の幡随院
- 血煙荒神山
- 八木節だより
- 次郎長一代
- なにがなにしてなんとやら
- 血と掟
- 男の門出
- 決闘巌流島
- お通の唄
- 商人一代
- 新大阪音頭
- 大石忠臣蔵
- 桐一葉
- 阿波の踊り子
- 勧進帳
- 戻り旅三度笠
- お放しなすって
- 直さんたらいい男
- 花うたがらす
- 魚河岸一代
- 夜の流れ鳥
- ああ花の消防士
- まとい囃子
- 恋地獄
- 男の素顔
- 東海道は日本晴れ
- 男
- ああ鶴ヶ城
- 残菊物語
- 白露の賦
- 修験一代
- 酔いどれ武士道
- 新門辰五郎
- 桂春団治
- ごめんなすって三度笠
- 男の太鼓
- 麦笛を吹く渡り鳥
- ああ忠臣蔵
- 大阪双六
- ああ五稜郭
- うきよ川
- 浪花義侠伝
- 新選組
- 男の出番
- せつない男のブルース
- 勝負師
- ソロリン節
- 大利根月夜
- 日本の母
- 雪の松坂町
- かんにん街道
- ああヒロシマ
- 戦艦陸奥
- 木曽路のからす
- まぼろしの妻
- 奈良丸くずし
- 大震災の歌
- 旅笠道中
- 名月赤城山
- 赤城の子守唄
- 流転
- おしどり道中
- むらさき小唄
- つばくろ笠
- 妻恋道中
- 旅姿三人男
- さらば赤城よ
- 古城
- 洲股城三日普請
- ああ大阪城
- 荒城の月
- 天草四郎の唄
- 黒田節
- 涙の赤穂城
- 落城の舞

ローオンレコード
- ネオン子守唄
- ああ修善寺
- 女の罪
- 極道渡世
- 人情男節
- 人世は浪花節

東芝レコード
- 啼け山科のほととぎす
- 遠山桜
- 男泣かせの子守唄
- 北方のふるさと
- 河内の次郎長
- ごめんねあやこ
- 宴
- 残月ころも川
- おとこ道
- 涙の田原坂
- 忠節一番早駕籠
- 風雪夫婦舟
- 出世城

コロムビアレコード
- ああ武田信玄
- ふたりの花道

シバックスレコード
- 備中成羽　男舞

キャニオンレコード
- 北前船
- 人生勝負
- 落城の舞
- 道頓堀人情
- 人生夫婦傘
- 嘉兵衛男船

第二次キングレコード・委託盤
- 芸魂
- ああ桜田門
- 母月夜
- 世直し音頭
- 河内の次郎長
- 交通安全　新河内音頭
- 長良川
- 昭和の星は去った
- ああ俺の瀬戸内海
- 人斬り以蔵
- 人生ふたりづれ
- 山魂
- 俵星玄蕃
- 北前船

マーキュリーレコード
- 夜の香港（SP盤）
- 涙のギター仁義
- 源次郎夫婦笠
- 日露戦争と乃木将軍

キングレコード
- 涙の呼子鳥
- 石松花の道中
- 検事とその妹
- 刃傷松の廊下
- 南部坂雪の別れ
- 内蔵助とその妻
- 大石主税とその母
- 元禄秋晴れ街道
- 元禄美少年
- お菊子守唄
- 涙の花嫁姿
- 日本の母
- 落城の舞
- ああヒロシマ
- 番場の忠太郎
- 嵐の中の日本
- 君は人妻白椿
- 山本五十六
- 戦艦陸奥
- 伊豆の踊り子

ローオンレコード
- 女の罪
- ああ水俣病
- 悲恋足摺岬
- 明治天皇と乃木将軍
- 赤城颪
- 元禄おとこ花
- 維新の歌
- 反乱　ああ大塩平八郎
- 日本の妻
- 花五郎仁義

東芝レコード
- ああ大日蓮
- 新日本の母
- 涙の甲子園
- 北方の故郷
- 沓掛時次郎
- ああ赤穂開城
- 遠山ざくら
- 河内の次郎長

キングレコード・委託版
※85年以降に演歌浪曲として発売されたもの。
- 刃傷松の廊下
- 風雲!赤城山
- 日本の母
- 落城の舞
- 山本五十六
- 北方の故郷
- 番場の忠太郎
- ああヒロシマ
- 生命（いのち）
- 源平悲恋物語
- 河村瑞賢翁立志伝
- 嗚呼吉田松陰
- 長兵衛　男の花道
- 冥土の早駕籠
- 激戦203高地
- 俵星玄蕃
- 亀甲組涙の関西鉄道
- 大石妻子の別れ
- 南部坂雪の別れ
- 武蔵坊弁慶
- 大石主税とその母

ソフト化されていない作品
- 荒神山こぼれ噺
- 切支丹秘話　片割れ月
- 雨月物語　浅茅が宿
- 三つ巴子連れ旅

- 亀甲組（ローオン）
- 忠治凶状旅（ローオン）
- お待ちなせぇ（ローオン）
- 天野屋利兵衛（ローオン）
- 東海道中トラック野郎（東芝）
- 河内の次郎長
- 人生囃子（キング）

- 人生数え歌（キング）
- 太閤記より（キング）
- 戦国名将伝信長（キング）

- 国宝姫路城（東芝）
- 元禄忠臣蔵（東芝）

その他、民謡多数。

### 主な出演
放送番組
- 「東西浪曲特選」（NHKテレビ）
- 「浪曲十八番」（NHKラジオ）
- 「おはよう浪曲」（朝日放送ラジオ・同テレビ）

映画
- 「地獄の影法師」（1962年、東映）
- 「さすらいは俺の運命」（1965年、日活）
- 「血と掟」（1965年、松竹）

### 弟子
- 二代目真山一郎
- 真山龍太郎
- 真山誠太郎
- 真山大五郎
- 真山新太郎
- 真山新十郎
- 真山新一郎
- 真山二郎
- 真山十郎
- 真山鈴若
- 真山昭二郎
- 真山広子
- 真山みき
- 真山幸美（オペレーター）
- 真山セツ子（オペレーター）
- 真山きみえ（オペレーター）
- 真山裕子（オペレーター）

その他、レツゴー三匹のレツゴー長作、杉良太郎、横山やすし等も初代門下で修業した。

### 芸風
三味線の有無にかかわらず、オーケストラの伴奏が入る浪曲を語る。歌謡浪曲時代、実演については一席約30分の内、三味線：オーケストラの割合は7：3もしくは6：4であった。レコード収録されているものについては2：8くらいの割合の物も存在する。主にオーケストラ伴奏で表現される部位は、主題歌、効果音、歌謡節で、物語の重点的部分はオーケストラにて表される部分が多い。主題歌については、既存の歌を浪曲に入れる形では無く、新しく、その浪曲用に作られた主題歌を使用している。また、音響施設のない所では三味線のみの浪曲も演じる事がしばしばあった。
その後、演歌浪曲移行後はオーケストラ伴奏のみとなり、伴奏音源も一新したが、演目や台本構成は以前の物からほぼ変わらなかった。その為、主題歌と節と歌謡節の違いが分かりづらくなったが、カラオケ世代にも親しまれるようになった。

### 人物・エピソード
趣味は家庭菜園で、「真山農園」と称した農園を持っていた。あくまでも趣味の範囲との事だが、自らトラクターを乗り回し、広大な土地を開拓した。

## 2代目
二代目 真山 一郎（1959年（昭和34年）1月17日 - 、本名：岩崎 猛）。

### 略歴
河内音頭の家元故・初音家太三広の子。大阪府東大阪市の生まれ、1973年に父の元に入門し初音家広若の名で櫓などで活躍。1985年に浪曲の初代真山一郎に入門し真山広若を名乗る。1998年社団法人浪曲親友協会理事に就任する。2010年12月に師・初代真山一郎引退に伴い二代目真山一郎を襲名。2015年2月浪曲生活30周年記念盤をキングレコードより発売。翌月岸和田にて記念浪曲大会が行われる。

### 主な演目
- 刃傷松の廊下
- 冥土の早駕籠
- 元禄秋晴れ街道
- 大石妻子の別れ
- 南部坂雪の別れ
- 俵星玄蕃
- 番場の忠太郎
- ああヒロシマ
- 北方の故郷
- 日本の母
- 日本の妻
- 涙の花嫁姿
- 亀甲組涙の関西鉄道